# Jozef Suvéestraat
De Jozef Suvéestraat is een straat in Brugge.

## Beschrijving
Langs het klooster van de paters franciscanen of 'Freren', liep een straatje dat de naam Cleen Frerenstraatje of Recollettenstraat droeg. Toen alle herinnering aan het klooster was weggeveegd door de volledige afbraak in het begin van de 19de eeuw, kreeg het stadsbestuur het idee om een van de voorname figuren die in de stad was geboren en er had geleefd, met een straatnaam te gedenken.
Jozef Suvée (1743-1807) had de roem en reputatie van zijn geboortestad eer aangedaan en was een van de meest prominente kunstschilders van het Franse keizerrijk geworden. Hij was het die in 1771 de Prix de Rome had gewonnen voor de neus van David. Hij werd, op het einde van zijn leven, de eerste directeur van de 'École française' die in de Villa Medici in Rome werd geopend.
In Brugge volgde men zijn activiteiten en hield men zijn naam in hoge eer. Voor hem deed de stedelijke overheid voor het eerst een straatnaam verdwijnen. Het 'Cleen Frerenstraatje' was weliswaar geen straat die veel prestige uitstraalde, maar ze lag in hartje Brugge, en werd derhalve geschikt bevonden om voortaan Suvéestraat te worden genoemd. Pas veel later zou men duidelijker specificeren over wie het ging door er Jozef Suvéestraat van te maken. De Bruggelingen spreken tot vandaag overwegend over 't Suveestretje.
De straat loopt van de Braambergstraat naar het Park.

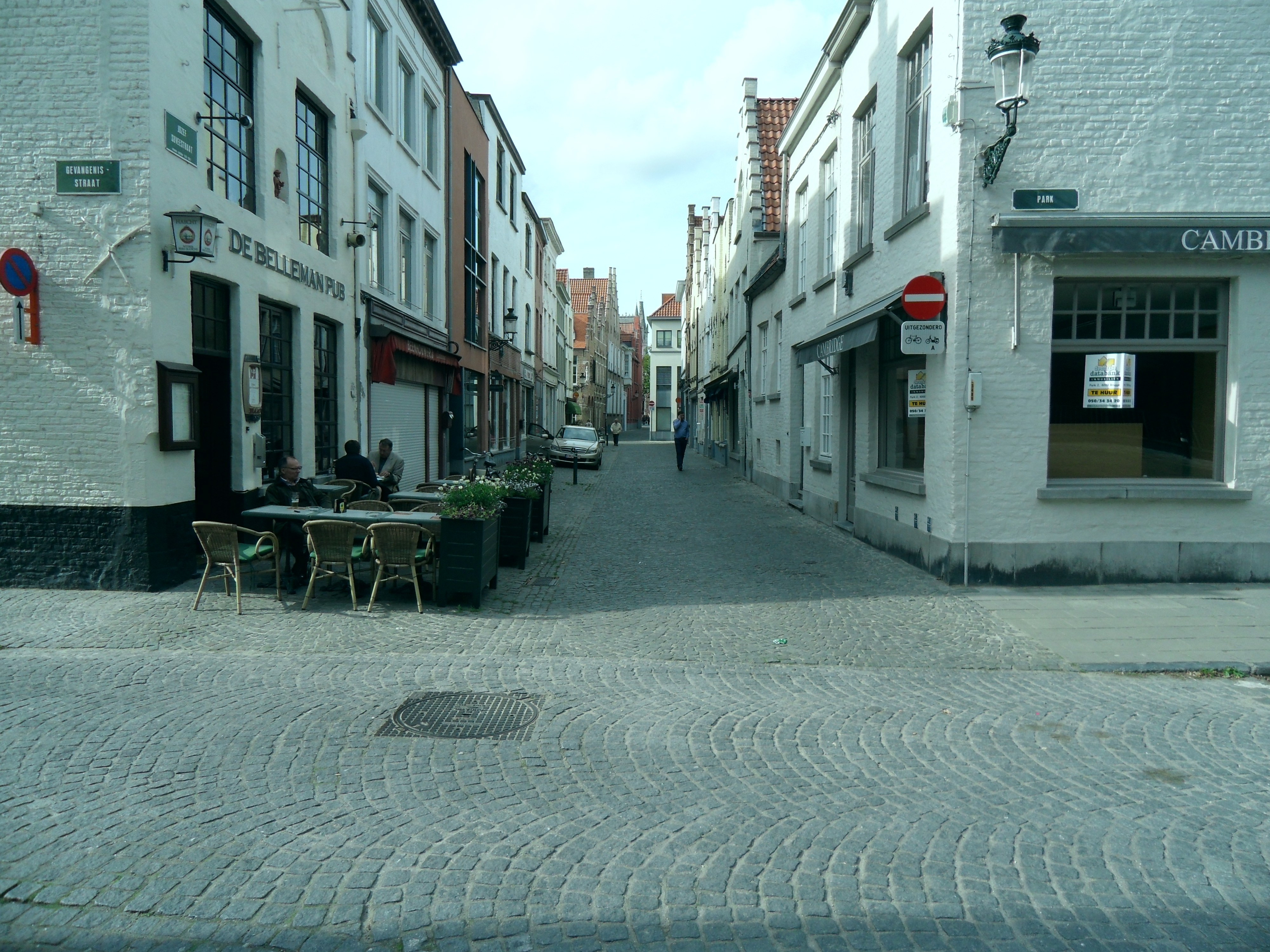
De Suvéestraat gezien in de richting van de Vismarkt